# 한양초등학교
한양초등학교(漢陽初等學校)는 대한민국 서울특별시 성동구에 있는 사립 초등학교이다.

## 연혁
- 1966년 5월 15일: 개교
- 2026년 5월 15일: 개교 60주년